# 有喜

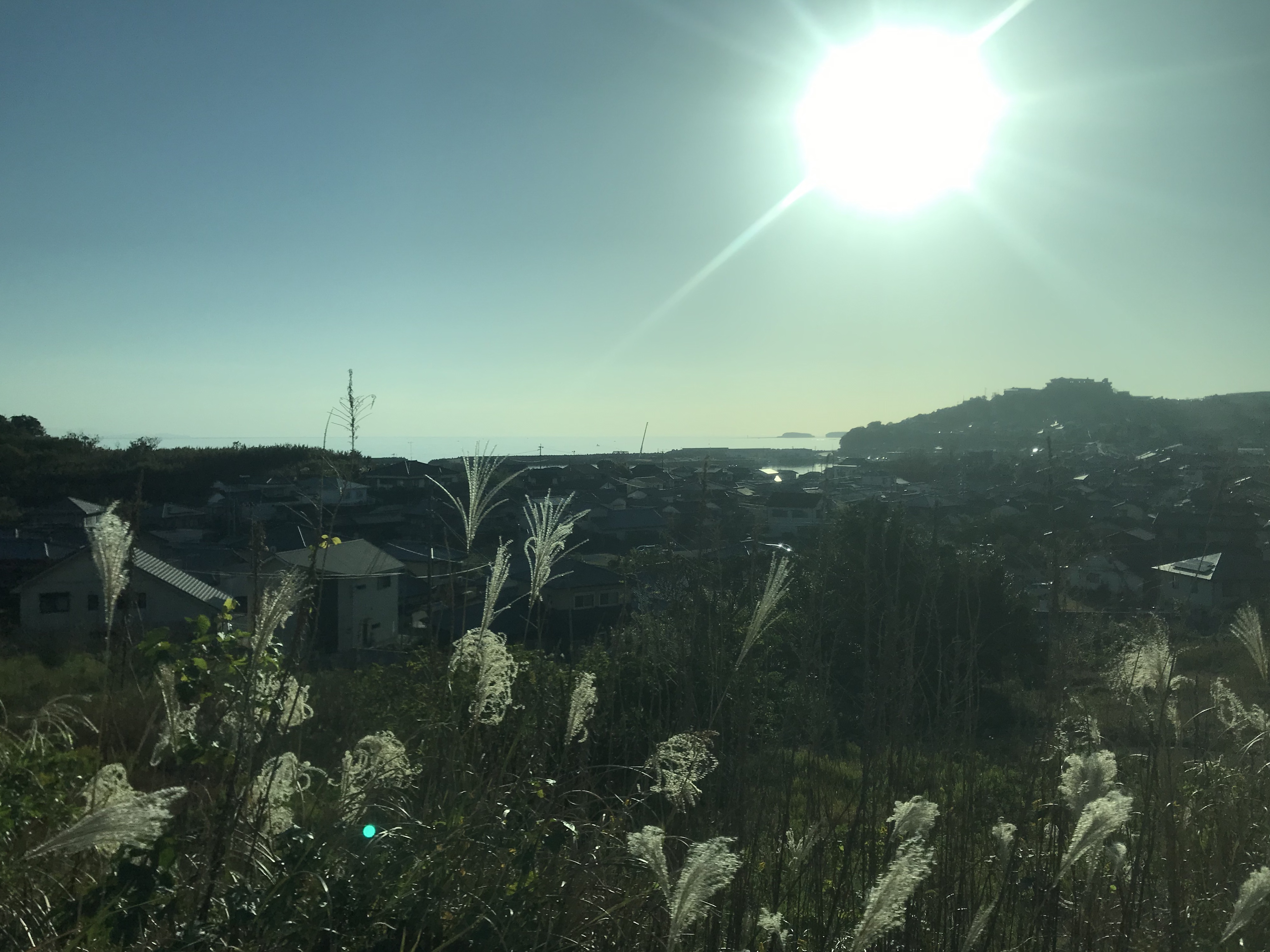
中心地域の様子

有喜（うき）は、長崎県諫早市中南部に位置する地域である。旧北高来郡有喜村。
有喜出張所管内の人口は4,377人（2017年5月1日現在）。

## 地理
- 港湾：橘湾、有喜漁港

### 町名
有喜地域は、以下の6つの町から構成されている。（）内は町名設置前の字名、及び人口（2017年5月1日現在）。
- 有喜町（船津名、1,814人）
- 鶴田町（鶴田名、127人）
- 天神町（古場名、413人）
- 中通町（中通名、693人）
- 早見町（早見名、452人）
- 松里町（里名、878人）

## 施設
- 役所
  - 諫早市役所有喜出張所
- 教育機関
  - 中学校
    - 有喜中学校

  - 小学校
    - 有喜小学校

  - 社会教育施設
    - 有喜公民館

## 産業
- 商業
  - ファミリーマート諫早松里店
- 郵便業
  - 有喜郵便局

## 交通
- バス
  - 県営バス
- 道路
  - 国道251号
  - 長崎県道55号有喜本諫早停車場線
  - 長崎県道124号大里森山肥前長田停車場線